# Petricolidae
Petricolidae é uma família de moluscos bivalves da ordem Veneroida.

## Classificação
Família Petricolidae
- Gênero Choristodon Jonas, 1844
  - Choristodon robustum (G. B. Sowerby I, 1834)
- Cooperella Carpenter, 1864
  - Cooperella atlantica Rehder, 1943
  - Cooperella subdiaphana (Carpenter, 1864)
- Gênero Mysia Lamarck, 1818
  - Mysia undata (Pennant, 1777)
- Gênero Petricola Lamarck, 1801
  - Petricola californiensis Pilsbry and Lowe, 1932
  - Petricola carditoides (Conrad, 1837)
  - Petricola hertzana Coan, 1997
  - Petricola lapicida (Gmelin, 1791)
  - Petricola lithophaga (Retzius, 1786)
  - Petricola lucasana Herlein and Strong, 1948
- Gênero Petricolaria Stoliczka, 1870
  - Petricolaria pholadiformis Lamarck, 1818
- Gênero Rupellaria Fleuriau de Bellevue, 1802
  - Rupellaria cancellata (A. E. Verrill, 1885)
  - Rupellaria denticulata (Sowerby, 1834)
  - Rupellaria tellimyalis (Carpenter, 1864)